# Elefantide
Elefantide (antica Grecia, ... – I secolo a.C.) è stata un medico e poetessa greca antica.

## Biografia
Quasi nulla ci è giunto in merito alla sua attività. Pare abbia pubblicato trattati, a noi mai giunti, ma che vengono citati più volte nelle opere di medici e naturalisti quali Galeno, Sorano d'Efeso e Plinio il Vecchio. Quest'ultimo, in particolare, nella sua Naturalis historia ne critica aspramente i metodi a proposito di aborto e fertilità.

## Opere letterarie
Elefantide fu anche accreditata nel mondo antico quale autrice di operette letterarie dal forte carattere erotico; la Suda riporta che i suoi versi osceni furono ispirati da quelli della greca Astianassa, che scrisse a riguardo delle posizioni del coito. Tramandati come "Sybaritica", questi libretti erotici ebbero notevole diffusione e popolarità ai tempi, ma il loro testo non è pervenuto a noi in alcuna forma.
In tempi recenti presso alcuni studiosi ha preso credito la congettura che la Elefantide autrice dei versi osceni fosse in realtà uno pseudonimo utilizzato dalla poetessa romana Sulpicia, amica di Ovidio e nota come unica autrice latina a noi pervenuta di una sezione del Corpus Tibullianum.

Sulla sfrontatezza del testo, e anche sulla sua popolarità, fanno testimonianza gli accenni di numerosi autori latini. La fonte più nota è Svetonio, che nel suo De vita Caesarum, a proposito di Tiberio riferisce:
(Svetonio, De vita caesarum III, 43. trad.: E. Bianchini)
Rilevante è anche la menzione di Marziale nel liber XII, in proposito di versi particolarmente "licenziosi" letti dall'amico Sabello:
(Marziale XII, 43)
"Novae figurae" è stato letto come "Novem figurae" (vale a dire, "nove forme" di amore, piuttosto che "nuove forme" di amore), e così alcuni commentatori hanno dedotto che lei abbia elencato nove diverse posizioni sessuali.
Infine, esemplificativa è la presenza dei libretti di Elefantide nel quarto carme dei Priapea:
(Carmina Priapea, IV)